# Lamprolonchaea smaragdi
Lamprolonchaea smaragdi is een vlieg uit de familie van de Lonchaeidae. De wetenschappelijke naam van de soort is voor het eerst geldig gepubliceerd in 1849 door Francis Walker.